# Parascolopsis baranesi
Parascolopsis baranesi là một loài cá biển thuộc chi Parascolopsis trong họ Cá lượng. Loài cá này được mô tả lần đầu tiên vào năm 1993.
P. baranesi có khả năng là cùng một loài với Parascolopsis boesemani.

## Từ nguyên
Từ định danh baranesi được đặt theo tên của Albert (Avi) Baranes, Giám đốc Viện Liên đại học Khoa học Hàng hải (Eilat, Israel), vì nhờ công sức của ông mà loài này được thu thập ở vịnh Aqaba.

## Phân bố và môi trường sống
Cho đến hiện tại, P. baranesi chỉ được biết đến tại vịnh Aqaba, được tìm thấy ở vùng nước khá sâu (160–500 m). Ghi nhận của loài này ở vịnh Mannar (Ấn Độ) cần xem xét lại.

## Mô tả
Chiều dài cơ thể lớn nhất được ghi nhận ở P. baranesi là 11,2 cm. Cơ thể màu hồng nhạt, ánh bạc ở dưới đường bên. Dải vàng nhạt bắt đầu từ dưới đường bên, ngay sau góc trên của nắp mang, kéo dài đến cuống đuôi. Có 3 vạch sọc dọc mờ ở nửa trên của cơ thể. Vây lưng màu vàng nhạt ở phần gốc, có đốm đỏ lớn giữa các gai thứ 7 và thứ 10. Vây đuôi màu vàng nhạt, phớt đỏ gần gốc và hồng nhạt ở phía xa.
Số gai vây lưng: 10; Số tia vây lưng: 9; Số gai vây hậu môn: 3; Số tia vây hậu môn: 7; Số tia vây ngực: 13–15; Số gai vây bụng: 1; Số tia vây bụng: 5.